# Детски лагер
Детският лагер е учреждение за отдих и оздравяване на деца, главно през лятото. В капиталистическите държави лагерите са главно частни и комерсиални институции. Рекламираната им цел е укрепването на физическите сили и провокирането на творческия потенциал на детето. Някои лагери специализират по изпълнителсни изкуства, музика, илюзорно изкуство, програмиране, езиково обучение, математика, и др. Някои са пригодени за деца със специални нужди или за загуба на тегло. Американската асоциация на лагерите съобщава, че 75 % от лагерите добавят нови програми през 2006 г. Основна цел на много лагери е развитието (спортно, културно, образователно) на децата в безопасна и грижовна среда.

## Организация
Практиката за организиране на летни ваканции за деца далеч от собствения им дом е възможно да е произлязла от Апенцел в Алпите през 1876 г., когато Херман Бион създава ваканционни лагери, в които децата правят хвърчила и дървени къщи, пеят песни, играят театър и на приключенски игри. Следвоенната Франция използва модела на пастор Бион, за да отглежда деца, които са израснали през военните години, далеч от градовете, а схемата им colonies de vacances става държавно контролирана като част от тяхната държавна образователна система, валидна за всички деца. от много различен културен корен.